# سفيتوسلاف ايفانوف
سفيتوسلاف ايفانوف هو صحفي بلغاري، ولد في 1983 في صوفيا في بلغاريا.